# Музеї Тлумацького району
| Назва                                          | Місцезнаходження                               | Короткий опис | Зображення |
| ---------------------------------------------- | ---------------------------------------------- | --- | ---------- |
| Музей етнографії та побуту                     | Тлумач, вул. Грушевського, 2                   | Відкритий 1981 року. Експозиція музею розповідає про природу Тлумаччини, знайомить з його багатою історією — від епохи стоянок залізної доби до сучасності |            |
| Музей-кімната Марії Підгірянки                 | Тлумач, вул. Шевченка, 12                      | Відкритий у 1991 році при районній бібліотеці для дітей. Тут зібрані матеріали і документи, які свідчать про роль і діяльність Марії Омелянівни Ленерт-Домбровської (народної вчительки і поетеси, відомої в літературі як Марійка Підгірянка)                                                            |            |
| Музей історії сільськогосподарського технікуму | Тлумач, вул. Винниченка, 6                     | Відкритий 1990 року. |            |
| Музей побуту та етнографії села Буківна        | Тлумацький район, Буківна, вул. Шевченка       | Відкритий у 1980 році |            |
| Музей історико-краєзнавчий села Бортники       | Тлумацький район, Бортники, Перемоги           | Відкритий в 1992 році, знаходиться у приміщенні Бортниківської ЗОШ І-ІІІ ст. Експонати і матеріали музею розміщені у 6-х залах |            |
| Обертинський історико-краєзнавчий музей        | Тлумацький район, Обертин, вул. Хотимирська, 2 | В музеї є багато експонатів часів середньовіччя, австрійського, польського та радянського періодів. Музей, який розміщений в приміщенні школи, має філіал в підвальних приміщеннях колишнього районного відділу НКВС, де розміщено багато експонатів про учасників руху опору 30-50-тих років XX століття |            |
| Музей скульптора Р. Бринського                 | Тлумацький район, Долина                       | Відкритий в 1961 році |            |
| Історико-краєзнавчий музей села Олешів         | Тлумацький район, Олешів                       | Відкритий в 1980 році |            |
| Музей історії склозаводу та села Кутище        | Тлумацький район, Кутище                       | Відкритий в 1983 році |            |